# Шах Валиуллах Дехлеви
А́хмад ибн Абдуррахи́м ибн аш-Шахи́д Ваджи́х ад-Дин, более известный как Шах Валиулла́х Де́хлеви (21 февраля, 1703 — 20 августа, 1762) — известный мусульманский богослов-мухаддис из Индии.

## Происхождение, имя и прозвища
Его полное имя: Ахмад ибн Абдуррахим ибн аш-Шахид Ваджих ад-Дин ибн Муаззам ибн Мансур ибн Ахмад ибн Махмуд ибн Кауам (известный как «кади Кадина») ибн кади Касим ибн кади Кабир («кади Бадха») ибн Абдуль-Малик ибн Кутб ад-Дин ибн Камаль ад-Дин ибн Шамс ад-Дин. Сам он называл себя «Валиуллах ибн Абдуррахим», однако имя «Валиуллах» было прозвищем, а его настоящее личное имя — Ахмад. Также именовался как «Азим ад-Дин». Его куньи: Абу Мухаммад и Абу-ль-Азиз.
В своих книгах Шах Валиуллах писал, что его предком был Умар ибн аль-Хаттаб (один из виднейших сподвижников пророка Мухаммеда) и между ними 32 поколения. Однако у Абдуллаха ибн Умара не было сына по имени Мухаммад (от которого вёл свою родословную Шах Валиуллах), из-за чего некоторые ставили под сомнение истинность происхождения от Умара. Сам Шах Валиуллах хотя и рассказывал о ней, не утверждал достоверность этой родословной.

## Семья и происхождение
Семья Шаха Валиуллаха была известна набожностью и учёностью. Известно, что должность муфтия закрепилась за этим родом начиная с VI века по хиджре (XIII евк), с того момента как предок Шаха Валиуллаха — Шамс ад-Дин переселился в индийскую провинцию Рохтак.
Его отец — шейх Абдуррахим ибн аш-Шахид Ваджих ад-Дин — был современником султана Аурангзеба, одно время работал в проекте по создания законов основанных на исламском фикхе, которые стали известны как «Фетвы Аламгира» или «Индийские фетвы». Был ханафитом, приверженцем накшбандийского тариката. Его сын Шах Ахлюллах (родной брат Шаха Валуллаха) впоследствии собрал все его сочинения и известные рассказы в книге сборнике «Анфас рахимия».

## Биография
Шах Валиуллах ад-Дехлеви родился в среду, за четыре дня до окончания месяца Шавваль 1114 года мусульманского календаря (1703 год) в селении Бехлет (араб. بهلت‎) в индийской провинции Музаффарнагар (совр. округ Музаффарнагар в Индии). Это было через четыре года после кончины Аурангзеба, во времена ослабления государства Моголов.
Начальное образование Валиуллах получил у своего отца, который был главой медресе Рахимия. В пять лет поступил в начальную школу, в семь лет выучил наизусть Коран, к десяти годам завершил начальное обучение. Изучал пояснение Муллы Джами к книге Ибн аль-Хаджиба «аль-Кафия». К четырнадцати годам изучил часть «Тафсира» аль-Байдави, в этот же год женился. В 15 лет он присягает своему отцу (байа) и вступает в накшбандийский тарикат. Благодаря проницательности и хорошей памяти, Шах Валиуллах уже в молодые годы становится всесторонне обученным человеком. Его сын, Шах Абдуль-Азиз говорил о нём: «Не видел я человека сильнее памятью, чем мой отец».
Когда в 1143 г. х. умер отец Валиуллаха ему было всего 17 лет. Он становится преподавателем вместо своего отца в медресе Рахимия, где занимается обучением в течение последующих двенадцати лет.
Во время совершения второго по счёту хаджа, Шах Валиуллах изучает сборник хадисов «аль-Муватта» Малика ибн Анаса у Вафадуллаха аль-Малики, «Сахих аль-Бухари» у Тадж ад-Дина аль-Кала’и, а также и другие сборники хадисов у улемов Мекки и Медины. После этого, в месяце Раджаб 1145 года хиджры он возвращается в Индию, где и остаётся до самой смерти.

## Дети
Шах Валиуллах был женат дважды. От первого брака у него было две дочери (Салиха и Уммат-уль-Азиз) и один сын (Мухаммад). Когда его первая жена умерла в 1149 г. х., он женился во второй раз. От второго брака у него было две дочери и четыре сына Шах Абдуль-Азиз, Шах Рафи ад-Дин, Шах Абдуль-Кадир и Шах Абдуль-Гани).